# Xã Knox, Quận Knox, Illinois
Xã Knox (tiếng Anh: Knox Township) là một xã thuộc quận Knox, tiểu bang Illinois, Hoa Kỳ. Năm 2010, dân số của xã này là 5.027 người.